# Terényi Ede
Terényi Ede, Eduard Terényi (Marosvásárhely, 1935. március 12. – Kolozsvár, 2020. november 26.) zeneszerző, zenetudós, egyetemi tanár.

## Élete
Tanulmányait Kolozsváron a Gheorghe Dima Zeneakadémia zeneszerzés szakán végezte. 1974-ben illetve 1978-ban Darmstadtban modern zenei tanulmányokat folytatott. 1958-tól a kolozsvári Gheorghe Dima Zeneakadémián zeneszerzést, összhangzattant, ellenponttant, zenedramaturgiát tanított. 1983-tól a zenetudományok doktora. Kutatási területe: a modern zene harmónia- elmélete, az európai zene generációs fejlődés-spirálja, a zenedramaturgia operai és szimfonikus zenei területen. Tagja volt a Román és a Magyar Zeneszerzők Egyesületének. 1994-től a Magyar Művészeti Akadémia tagja volt.
Szakzenészek, köztük muzikológusok, zeneszerzők (kész szakemberek vagy még az iskolapadban ülő főiskolások) váltak máról holnapra „népi muzsikusokká”, alakítottak kis kamaraegyütteseket és húzták a talpalávalót. Megtanulták a táncokat is, nemcsak zenéltek, de a tánctanításból is aktívan kivették részüket. Egy már-már elfeledett kultúrát állítottak az általános érdeklődés központjába. Fél évtized alatt táncház-mozgalom bontakozott ki a népi hangszeres muzsikálás és tánckultúra megmentése érdekében. És nem akármilyen megmentésről van itt szó. Nem csak afféle népi kultúra ébresztgetéséről. Megvalósították azt, amiről a folklór fanatikusai csak álmodni merészeltek: újra élővé tették, varázsolták a néphagyomány egyik legcsodálatosabb kincsét: a népi mozgásművészetet. Újra bizonyították a Kodály idézte Jókai-mondást: »Itt a Helikon tanult a mezőtől«

## Díjak, elismerések
- Román Zeneszerzők díja (1974, 1978)
- Román Akadémia George Enescu díja (1980)
- Bartók–Pásztory-díj (1994)
- Erkel Ferenc-díj (2001)
- Bartók-emlékplakett (2006)

## Főbb zeneművei
- Varázsmadár – Brâncuși tiszteletére
- Szimfónia két ütőhangszeresre
- Vonószenekari szimfónia Bakfark Bálint tiszteletére
- Tér és a Fény szimfóniája
- Hegyek, erdők
- Álmok-Erdély Szimfónia
- Erdélyi várak legendája
- Vivaldiana
- Barokk rapszódia
- Capriccio Grazioso
- Haendeliana, Aranyág
- Az ezüst erdő
- A nap kapujában
- Az ősz tüzei
- Missa in A
- Te deum
- Stabat Mater
- Krisztus hét szava a keresztfán (kantáta)
- Miseparafrázisok a XVII. századi Erdélyből (vonószenekari mise)
- Koncert Mise (nőikar)
- Zsoltár feldolgozások vegyeskarra és egynemű karra, szólóénekhangra orgonakísérettel
- B.A.C.H., kompozíció
- Septem Dolores, Octo felicitatis
- Stella Aurorae
- Advent a Hargitán – Introitus
- Semper Felice, Honterus Odae
- Ciaconna Hommage a Messiaen
- Variációk Misztótfalusi Kiss Miklós dallamára
- Glocken, Messiaenesques
- In Solemnitate Corporis Cristi
- Die Trompeten Gottes
- Epiphania Dominii
- Két zongoraverseny
- A hét tornyú vár – simfonia concertante, hegedűre és vonószenekarra
- Jazz – hárfa verseny
- Purcell – Epitaph – Orgonaverseny
- Requiem 1956-ért, orgonaszimfónia
- Nomád éjszakák és nappalok
- Kalevala
- Mephistofaust
- Terzine di Dante
- Parade Hommage a Satie
- Sky skeep – Paganiniana
- Don Quijotte butikjában
- Musica Design
- Oasis in the demented Desert
- József Attila dalok (Medáliák)
- Ady dalok nr. 1-15
- Amor Sanctus (Carmina Angelica, Maria Madre, Il Cantico del Sole stb.)
- Sonata "Aforistica" zongorára
- Zongorajáték – játék a zongorával (Új mikrokozmosz)
- Szonáta bartóki motívumokra, hegedűre és zongorára
- Szonáta szólóhegedűre
- Két szonatina hegedűre és zongorára
- Balassa duók két hegedűre

## Zenetudományi munkái, monográfiák, tanulmányok
- Zene marad a zene?; Kriterion, Bukarest, 1978
- Armonia muzicii moderne. 1900–1950; Conservatorul de Muzică "G. Dima", Cluj-Napoca, 1983
- Paramuzikológia. Esszék; s.n., Kolozsvár, 2001
- Zene. Tegnap, ma, holnap; Stúdium, Kolozsvár, 2004
- Zene-költői világ; Grafycolor, Cluj-Napoca, 2008
- Eduard Terényi–Gabriela Coca: Armonie. Modul de studiu pentru studii universitare prin învăţământ la distanţă; MediaMusica, Cluj-Napoca, 2010
- Zene és virágok; Grafycolor, Cluj-Napoca, 2010
- Eduard Terényi–Gabriela Coca: Aranjament coral. Suport de curs pentru studii universitare prin învăţământ la distanţă; MediaMusica, Cluj-Napoca, 2010
- "Hajta virágai". Arcképvázlat Balassa Sándor zeneszerzőről; s.n., s.l., 1995
- Eduard Terényi–Gabriela Coca: Contrapunct şi fugă. Suport de curs pentru studii universitare prin învăţământ la distanţă; MediaMusica, Cluj-Napoca, 2010
- A Nap fiai. Balassa Sándor életműve; szerzői, Cluj-Napoca, 2015
- Veres Sándor alkotó periódusai
- A modern zene összhangzattana
- Az európai zene generációs spirál-modellje
- Erdély egyházi zenéjének történeti áttekintése
- Romániai magyar zeneszerzők
- egyéb zenei esszék, zenekritikák